# 전쟁성 제 7국 일반교통 및 군수송부 전차
전쟁성 제 7국 일반교통 및 군수송부 전차(독일어: Allgemeines Kriegsdepartement 7 Abteilung Verkehrswesen) 또는 A7V 전차는 독일 제국이 영국의 마크4 전차에 대응하기 위해 제작된 독일 제국 최초의 전차이다.
전쟁성 제 7국 일반교통 및 군수송부 전차라는 이름이 붙여지게 된 계기는 여러 정설이 있는데, 보안을 위해서였다는 정설이 그 중 하나이다. 또한 A7V는 영국의 마크1 전차에 대응하기 위해 마크1 전차가 실전배치된지 9개월만에 프로토타입까지 제작되었으며, 승무원을 무려 18명이나 태웠다. 하지만 A7V는 급하게 제작하느라 민수용 트랙터를 개량하여 제작한 것이 특징이며, 또한 A7V 전차는 일종의 다포탑 전차인데, 마크1 전차보다 무기를 많이 탑재했는데도 사각지대가 많았다. 그래도 시야 확보는 잘 되었다. 그리고 마크1 전차보다는 빨랐지만, 전장 횡단능력이 부족했다. 또한 전 세계에서 유일하게 남은 A7V 전차는 호주 브리스번에 위치해 있는 퀸랜드 섬 군사박물관에 있는데, 이 A7V 506호 전차는 구덩이에 빠져 기동 불능이 되어 독일 제국의 승무원들이 버리고 간 A7V를 회수한 것이다. 이 전차를 제외한 또다른 A7V 전차들은 전부 레플리카이다. 하지만 이 독일 제국 최초의 전차는 제2차 세계 대전의 유럽전선의 최후를 장식한 베를린 전투에도 기록 상으로는 투입되었다고 하는데, 전장에서 격파당한 사진이 남아 있는 마크1 전차와는 달리 기록에만 있고 사진이 없어 불명확하다.

## 개발
영국군이 마크1 전차를 개발하여 독일군 병사들이 군부에 항의를 넣어 겨우 제작하게 되었다. 하지만 빨리 제작해야 했기에, 트랙터에 '영감을 얻은' 마크1 전차와는 달리, 아예 트랙터의 차체에 철장갑, 무기만 달았다 해도 될 정도로 허술했다. 그래도 9개월만에 프로토타입을 제작하긴 했다. 하지만 가끔 A7V에는 일반승무원인 18명을 훌쩍 넘는 25명이 탑승하기도 했는데, 심지어 승무원 선발에도 문제가 있었는데, 전차병을 따로 양성하지 않고 기관총 사수는 보병, 포수는 포병 이렇게 채용하는 것이었다. 어찌됐든, 원래 군부는 A7V를 100대 정도 더 생산하기로 했지만, 그때의 독일은 철갑이 부족하였기 80대는 수송용 차량으로 개조하고, 남은 20대를 생산하고 그쳤다. 그래도 A7V는 마크1과는 달리 수제작으로 제작하였기 때문에 품질은 좋았다. 하지만 기관총 사수와 포수를 사방에 배치하기 위해 엔진을 가운데에 탑재했는데, 이는 문제가 많았으며, 심지어 기관총의 각도도 제한되어 '기관총이 많으니 모든 곳을 사수할 수 있다'라는 이론적인 이론은 제대로 되지 않았다.

## 전투
첫 전투에서는 전투를 해 보지도 못하고 무한궤도를 가는 것에만 시간을 낭비했다. 심지어 주포도 노획한 것을 사용한 것이라 그렇게 썩 좋지는 않았다. 
 두번째 전투에서는 가까스로 교전에 성공했다. A7V 전차들은 마크1 암컷 전차 3대에 파손을 냈다. 하지만 한 대의 마크1 암컷 전차에 의해 A7V 전차 한 대가 지휘 A7V 전차를 격파하는 바람에 남은 2대의 전차는 퇴각할 수 밖에 없었다. 
세번째 전투에서는 돌파를 하지 못했다.
네번째 전투에서는 8대의 A7V 전차로 20대의 마크1 전차를 격파했으나, 이후에 독일 제국이 항복을 선언하여 의미가 없어졌다.

## 대중 매체에서

### 비디오 게임
- 배틀필드 1
- 강철의 왈츠

### 애니메이션
- 걸즈 앤 판처 - 전차도 설명 중 잠깐 등장한다.

## 같이 보기
- 마크1 전차
- 전차